# Jersice
Jersice (německy Jersitz) jsou malá vesnice, část obce Hříšice v okrese Jindřichův Hradec v Jihočeském kraji. Nachází se asi 2,5 kilometru východně od Hříšice. Jersice jsou také název katastrálního území o rozloze 5,28 km².

## Název
Na vesnici bylo přeneseno původní pojmenování jejích obyvatel, které zprvu znělo Jarsici, bylo odvozeno od osobního jména Jarsa (což byla domácká podoba některého jména začínajícího na Jar-, např. Jaromír, Jarohněv, Jaroslav) a znamenalo "Jarsovi lidé". Hlásková změna Ja- > Je- byla pravidelná, stejně tak i změna zakončení -ici > -ice.

## Historie
První písemná zmínka o vesnici pochází z roku 1585.

## Obyvatelstvo
| Rok            | 1869 | 1880 | 1890 | 1900 | 1910 | 1921 | 1930 | 1950 | 1961 | 1970 | 1980 | 1991 | 2001 | 2011 | 2021 |
| -------------- | ---- | ---- | ---- | ---- | ---- | ---- | ---- | ---- | ---- | ---- | ---- | ---- | ---- | ---- | ---- |
| Počet obyvatel | 166  | 164  | 164  | 167  | 159  | 174  | 137  | 115  | 123  | 108  | 111  | 59   | 54   | 44   | 40   |
| Počet domů     | 23   | 25   | 25   | 25   | 26   | 26   | 27   | 29   | 29   | 28   | 29   | 29   | 29   | 30   | 30   |

## Obecní správa
Při sčítání lidu v letech 1850–1960 Jersice byly samostatnou obcí v okrese Dačice. V letech 1961–1979 byly částí obce Červený Hrádek v okrese Jindřichův Hradec. Od 1. ledna 1980 jsou částí obce Hříšice v okrese Jindřichův Hradec. Poté se Červený Hrádek opět osamostatnil, ale Jersice již zůstaly součástí Hříšice.

## Pamětihodnosti
- Kaple

## Další fotografie

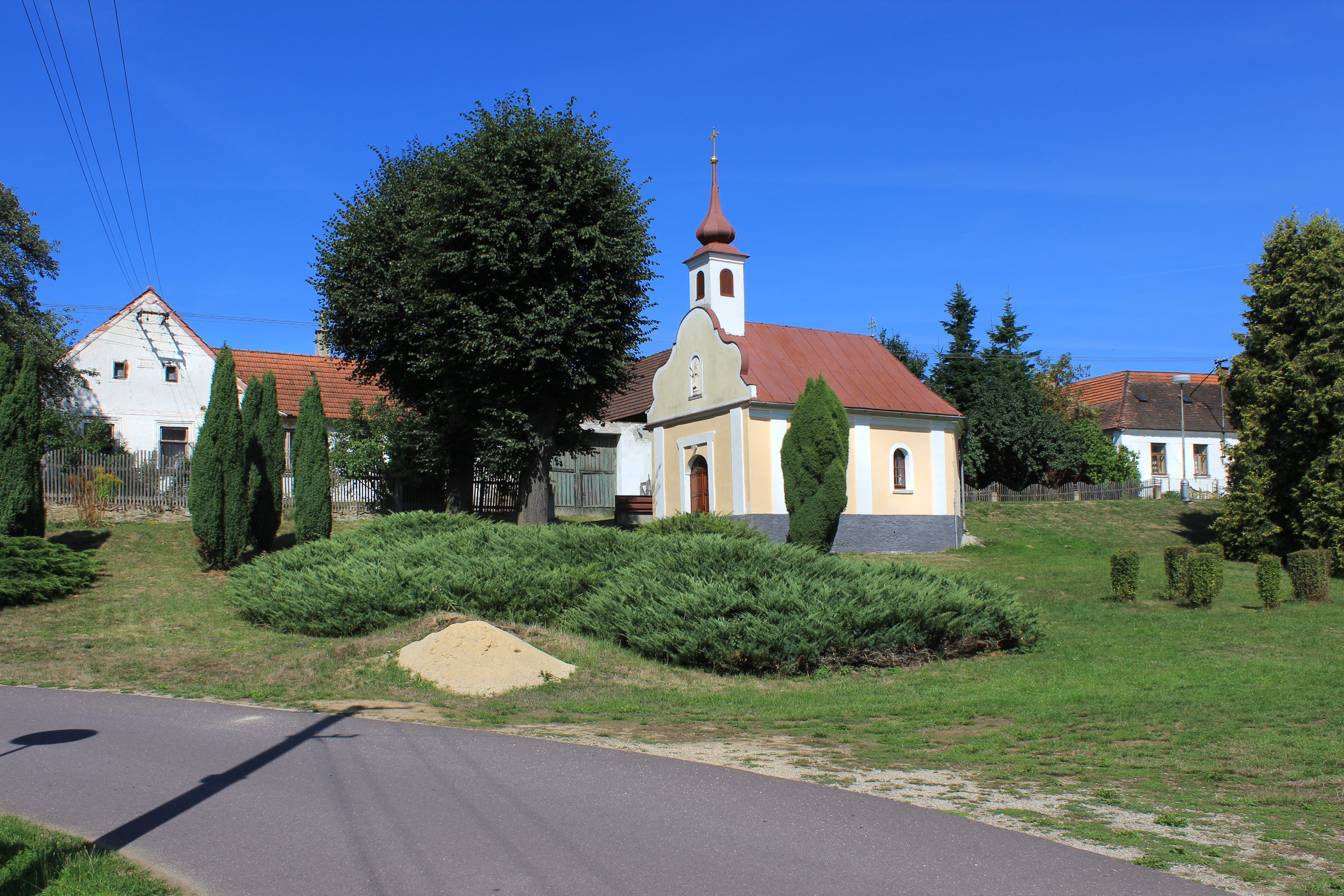
Kaple na návsi
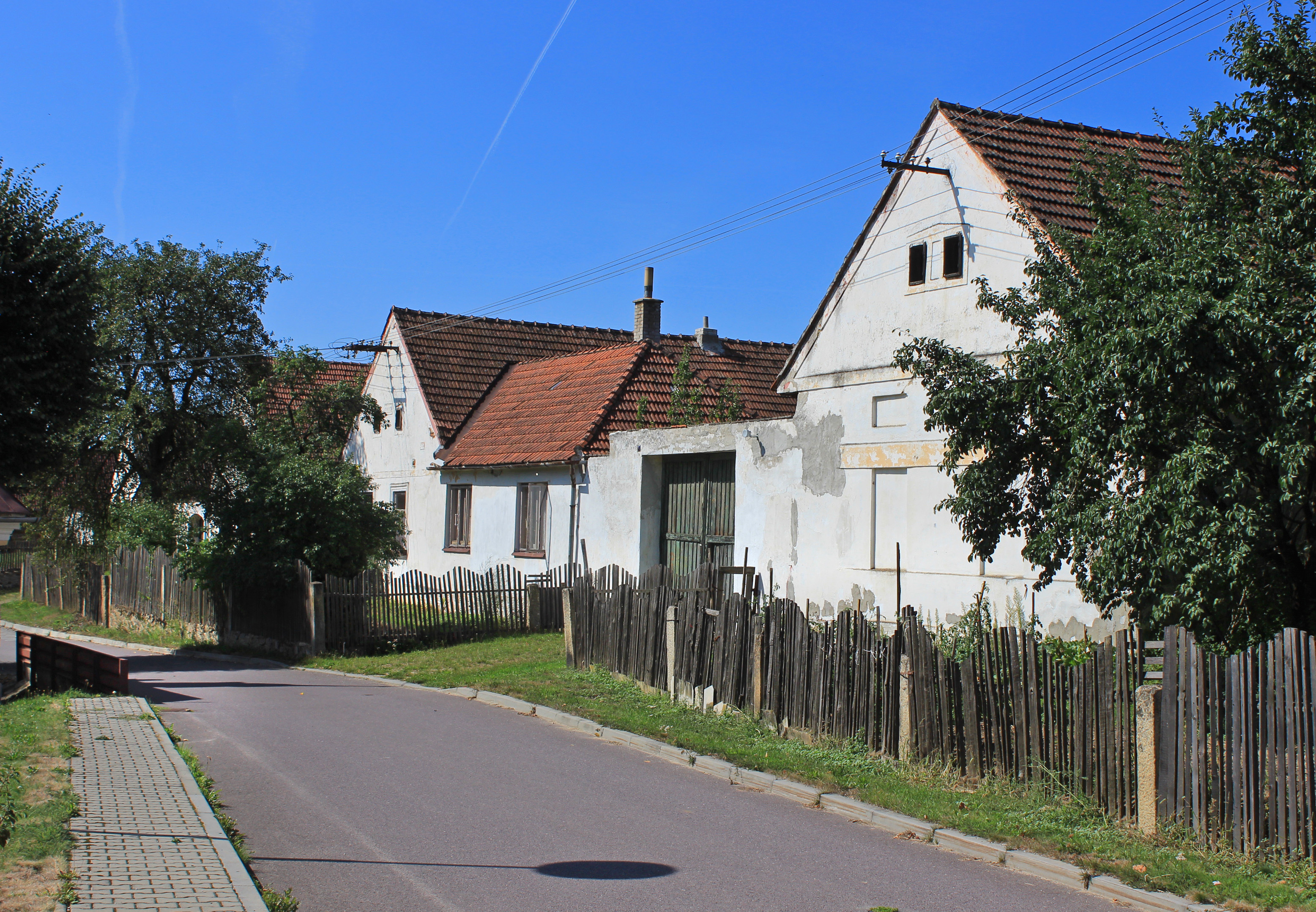
Dům čp. 3
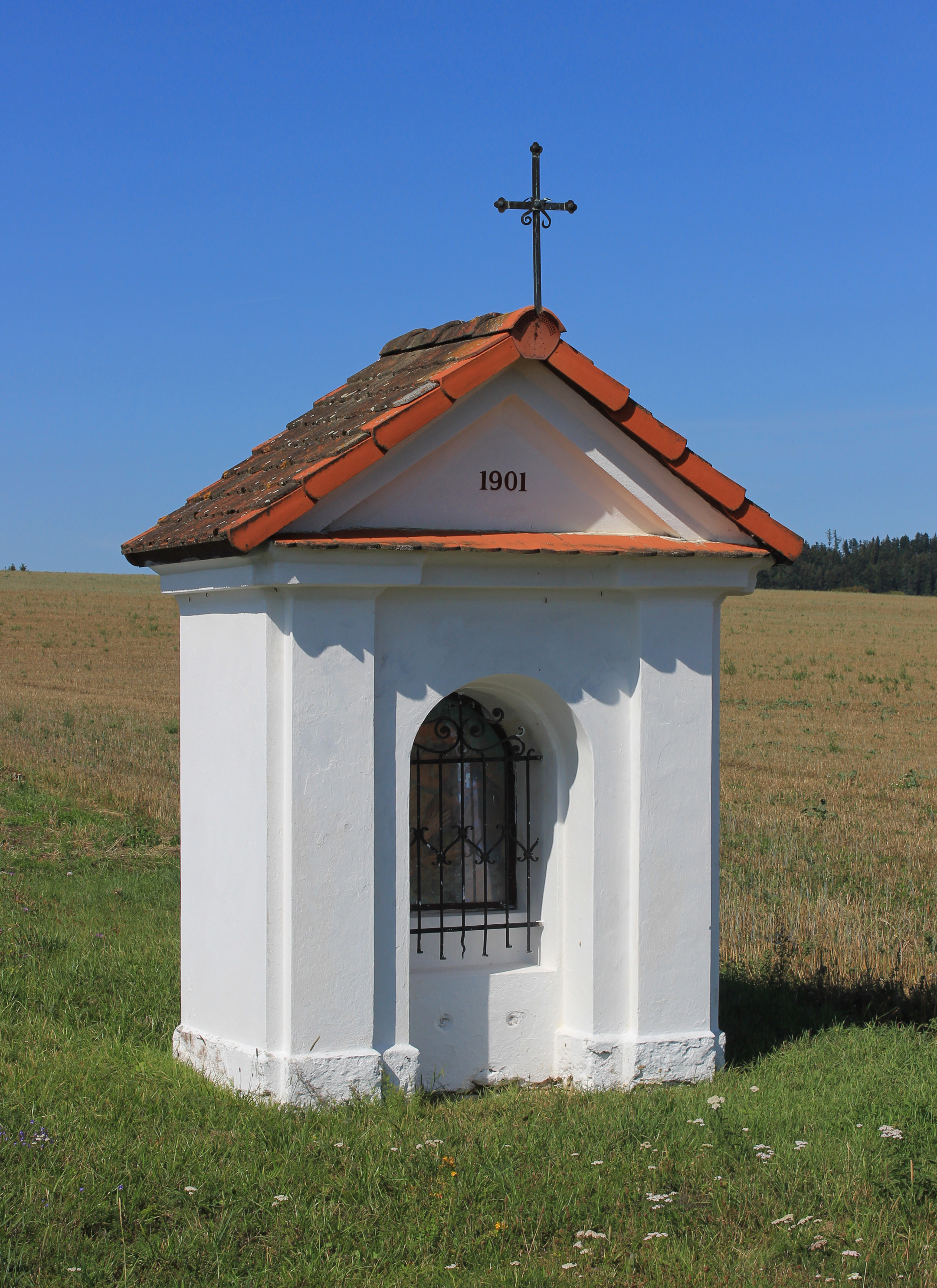
Kaplička u cesty k hlavní silnici